# Verstärker (Verkehr)

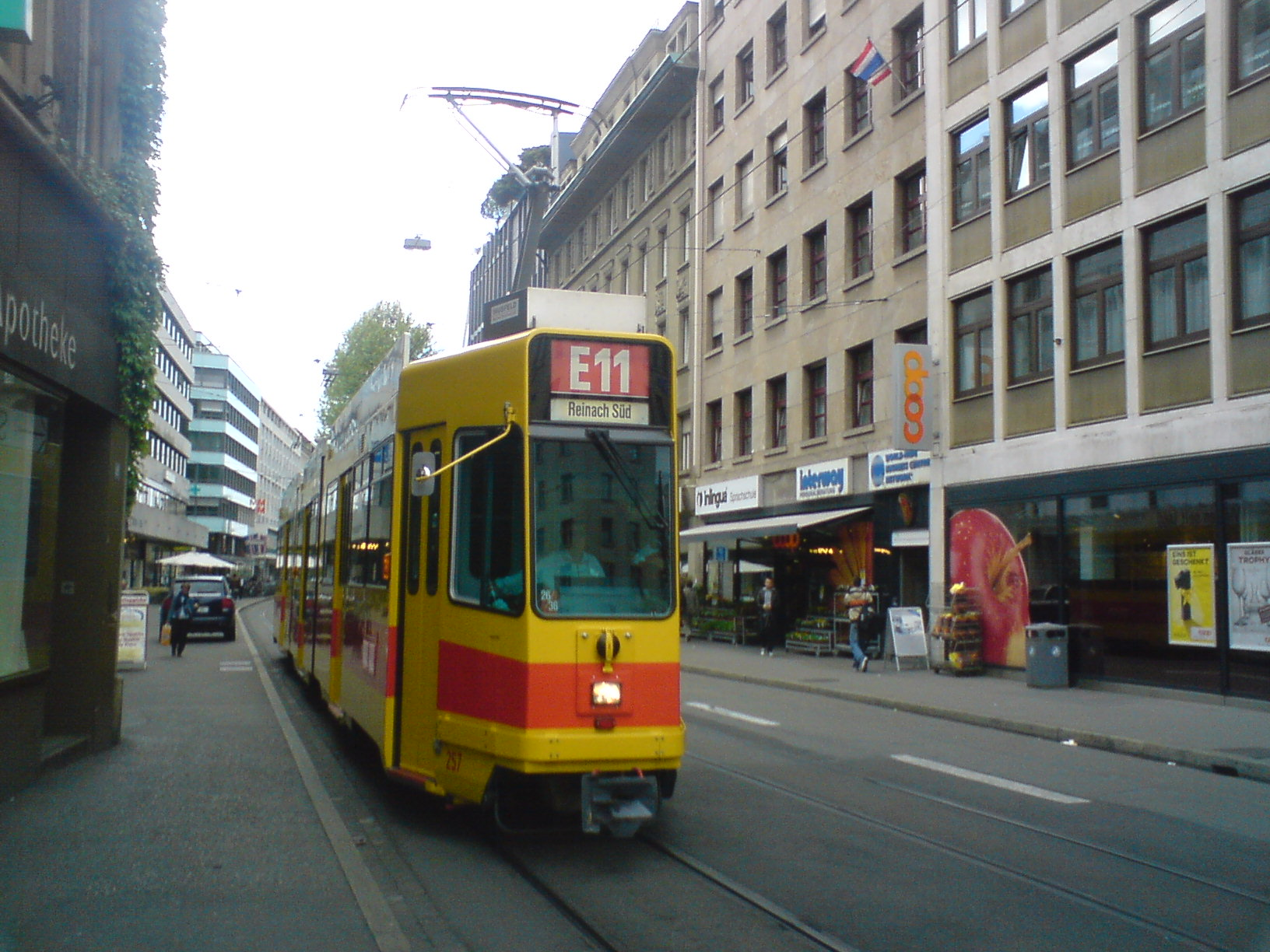
Basel: Einsatzlinie E11 verstärkt Stammlinie 11 im Abschnitt Reinach Süd–Innenstadt

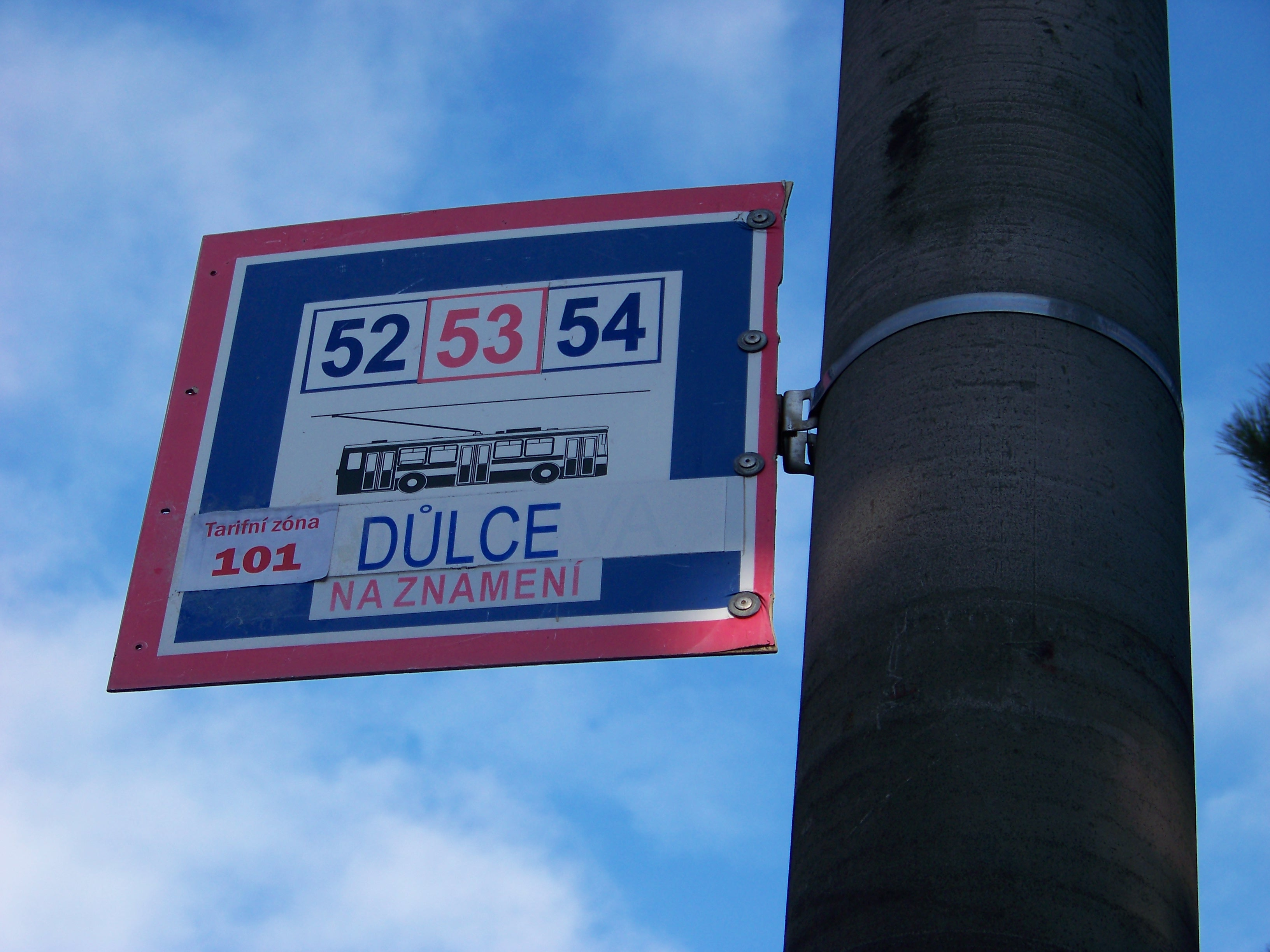
Gesonderte Kennzeichnung der Trolleybus-Verstärkerlinie 53 in Ústí nad Labem

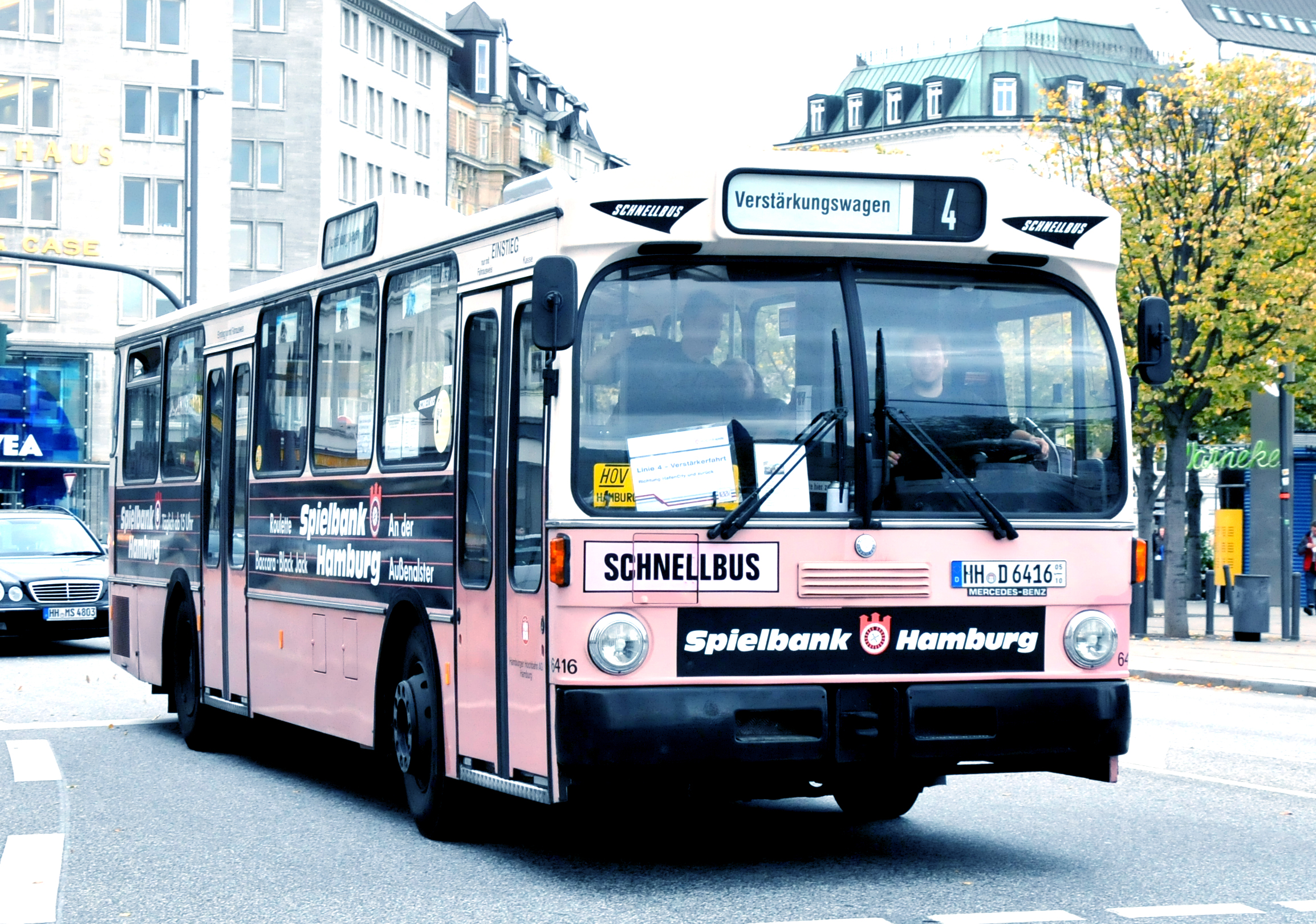
Historischer Omnibus als Verstärkungswagen auf Buslinie 4 der Hamburger Hochbahn

Als Verstärker – auch Verstärkerleistung, Verstärkerkurs, Verstärkerfahrt, Verstärkerzug, Verstärkerbahn, Verstärkungswagen, Verstärkerbus oder Verdichtungszug – werden im öffentlichen Personennahverkehr Entlastungsfahrten oder E-Wagen bezeichnet, die außerhalb des gewöhnlichen Taktverkehrs stattfinden und das Fahrplanangebot verdichten. Meist erfolgt dies in der oder den Hauptverkehrszeiten (HVZ) und bevorzugt in Lastrichtung, das heißt im Berufsverkehr beziehungsweise im Schülerverkehr. Erhalten die Verstärkerfahrten eine eigene Linienbezeichnung, spricht man auch von einer Verstärkerlinie, Verstärkungslinie, Einsatzlinie, Entlastungslinie, Ergänzungslinie, Einschublinie oder Zusatzlinie.

## Allgemeine Beispiele
Bei einer Linie, die im 20-Minuten-Takt verkehrt, kann man Verstärker beispielsweise hinzufügen, indem zu bestimmten Takten statt eines Fahrzeugs zwei fahren; indem jedem Fahrzeug kurze Zeit später ein zweites folgt; oder indem der Takt zeitweise auf zehn Minuten verdichtet wird. Generell wird zwischen mehreren Arten von Verstärkerlinien unterschieden:
- Verstärkerlinien, die an beiden Streckenenden ihrer Stammlinie kurzgeführt werden (Stammlinie A–B–C–D, Verstärkerlinie nur B–C)
- Verstärkerlinien, die nur an einem Streckenende ihrer Stammlinie kurzgeführt werden (Stammlinie A–B–C–D, Verstärkerlinie nur A–B–C)
- Verstärkerlinien, die gleich mehrere Stammlinien ergänzen und somit in den Hauptverkehrszeiten Direktverbindungen bieten, die außerhalb der Hauptverkehrszeiten einen Umstieg erfordern (Stammlinie 1: A–B-C, Stammlinie 2: D–B–E, Verstärkerlinie: A–B–E)
- Verstärkerlinien, die nur in Lastrichtung verkehren und in der Gegenrichtung als Leerfahrt zum Ausgangspunkt zurückkehren, um dort schneller wieder einsetzen zu können und somit Umläufe einzusparen
- Verstärkerlinien, die Gegenden bedienen, die in den Nebenverkehrszeiten gar keine Anbindung an den öffentlichen Nahverkehr haben, zum Beispiel Industriegebiete

Eine Sonderform der Verstärkerlinie sind Hauptlinien, die in den Hauptverkehrszeiten an einem oder beiden Streckenenden über ihre Stammstrecke hinausfahren und in diesem peripheren Abschnitten somit als Verstärkerlinie für andere Hauptlinien dienen.

## Konkrete Beispiele
Selten sind eigenständige Linien, die nur in der morgendlichen Hauptverkehrszeit verkehren, das heißt wenn Berufs- und Schülerverkehr zusammentreffen, nicht aber mittags oder nachmittags angeboten werden. Beispiele hierfür sind
- die Linie 67 der Stadtbahn Bonn (Stand 2016),
- die Linie 14 des Oberleitungsbus Salzburg (Stand 2016),
- die Linie 12 der Straßenbahn Dresden (zwischen 1995 und 1999)
- die Linie 24 der Straßenbahn Prag (Stand 2019)

In diesem Fall müssen manche Fahrgäste, die morgens von einer Direktverbindung profitieren, nachmittags umsteigen.
Eine weitere Variante sind Linien die nur im Winterhalbjahr verkehren, wenn aufgrund der schlechteren Witterung tendenziell weniger Menschen zu Fuß gehen oder Rad fahren. Ein Beispiel hierfür ist die Linie 5E der Straßenbahn Kassel, die nur in der kalten Jahreszeit fährt. Bei der Straßenbahn Wien existierten früher spezielle Sonntagslinien, die ausschließlich dem seinerzeit starken Ausflugsverkehr am Wochenende dienten. Eine weitere Sonderform stellen sogenannte Allerheiligenlinien dar, die ausschließlich im starken Friedhofsverkehr am 1. November eingesetzt werden.

## Kennzeichnung

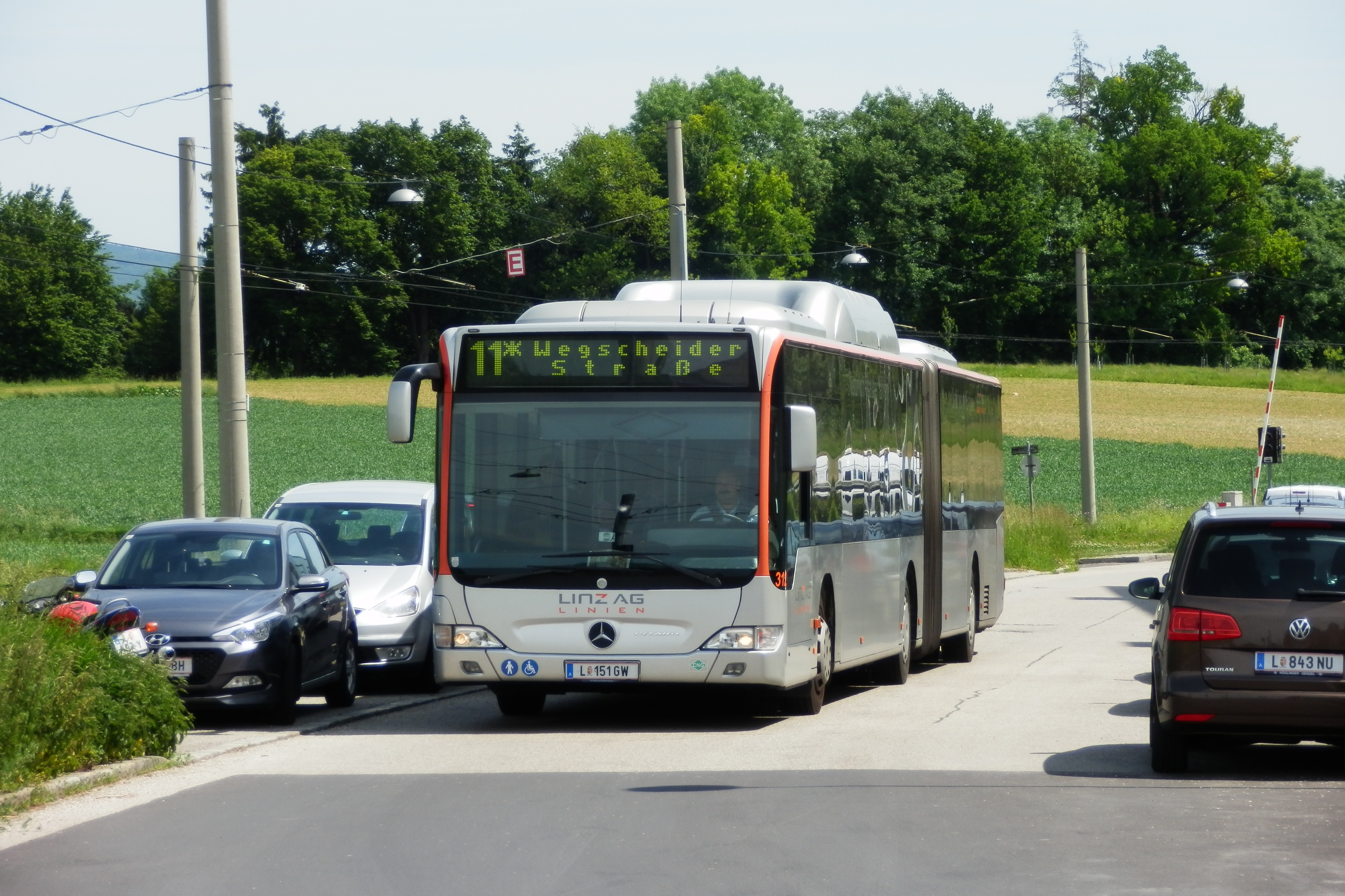
Linz: Verstärkerlinie 11* im Jahr 2017

Viele Verkehrsbetriebe kennzeichnen ihre Verstärkerleistungen abweichend von den gewöhnlichen Linienfahrten. So zum Beispiel als linienunabhängiger E-Wagen, als liniengebundener E-Wagen, mit einem gestrichenen Liniensignal oder mit einer roten Liniennummer. In Linz werden Verstärkerlinien mit einem zusätzlichen Sternchen gekennzeichnet, in Hamburg war hierzu früher zeitweise ein weißer Punkt auf einem schwarzen Hintergrund üblich – wobei dieser die Liniennummer entweder ergänzte oder komplett ersetzte.  